# Андрей I (герцог Неаполя)
Андрей I (лат. Andreas I, итал. Andrea I; умер в 677) — герцог Неаполя (672/673—677).

## Биография
Единственный раннесредневековый исторический источник, сообщающий о Андрее I — «Хроника герцогов Беневенто, Салерно, Капуи и Неаполя». Согласно ей, он получил власть над Неаполитанским герцогством в 672 или 673 году после смерти Косьмы. В то время Неаполь входил в состав Византии и для утверждения в должности Андрей I должен был получить согласие императора Константина IV.
О правлении Андрея I ничего не известно. В «Хронике герцогов Беневенто, Салерно, Капуи и Неаполя» сообщается, что он правил Неаполитанским герцогством пять лет и скончался в 677 году. Преемником Андрея I в должности был Цезарий I.